# Prix Walter Scott
Le prix Walter Scott de la fiction historique est un prix littéraire britannique créé en 2010. Évalué à 25 000 livres, c'est l'un des plus importants prix littéraires du Royaume-Uni Ce prix a été créé par le duc et la duchesse de Buccleuch, dont les ancêtres étaient étroitement liés à l'auteur écossais, Sir Walter Scott, qui est généralement considéré comme le père du roman historique avec le roman Waverley, paru en 1814.
Pour concourir à ce prix, les livres doivent avoir été publiés au Royaume-Uni ou en Irlande durant l'année précédente. La définition donnée à la fiction historique indique que les principaux événements de l'ouvrage doivent s'être déroulés au moins 60 ans plus tôt, à l'exclusion de toute expérience personnelle de l'auteur.

## Présélections et gagnants

### 2010
Le nom du gagnant a été annoncé le 19 juin 2010 dans le cadre du Brewin Dolphin Borders Book Festival, qui se tenait dans la maison historique de Sir Walter Scott à Abbotsford (Écosse),
- Hilary Mantel pour Wolf Hall sur Thomas Cromwell (1485–1540).
  - Adam Thorpe pour Hodd sur Robin des Bois (haut Moyen Âge).
  - Robert Harris pour Lustrum sur Cicéron (106-43 av. J.-C.).
  - Sarah Dunant pour Sacred Hearts sur un couvent italien du XVIe siècle.
  - Iain Pears pour Stone's Fall sur un mystère du début du XXe siècle.
  - Simon Mawer pour The Glass Room, sur un Tchèque des années 1930.
  - Adam Foulds pour The Quickening Maze, sur John Clare de Alfred Tennyson (début du XIXe siècle).

### 2011
La présélection a été annoncée le 1er avril et le gagnant le 19 juin, :
- Andrea Levy pour The Long Song situé dans les années 1820 à la Jamaïque.
  - Tom McCarthy pour C situé dans l'Europe du XXe siècle.
  - David Mitchell pour Les Mille Automnes de Jacob de Zoet situé à la fin du XVIIIe siècle dans le Japon des Shoguns.
  - Joseph O'Connor pour Ghost Light situé au XXe siècle en Angleterre et en Irlande.
  - C. J. Sansom pour Heartstone situé en Angleterre durant l'été 1545.
  - Andrew Williams pour To Kill A Tsar situé à Saint-Pétersbourg au XXe siècle.

### 2012
Les présélectionnés ont été annoncés le 4 avril 2012 et le lauréat le 16 juin.
- Sebastian Barry, Du côté de Canaan (On Canaan's Side), situé au XXe siècle pendant la guerre d'indépendance irlandaise et à Chicago
  - Patrick deWitt, The Sisters Brothers situé en Oregon et en Californie en 1851
  - Esi Edugyan, Half-Blood Blues, situé en Europe pendant la Seconde Guerre mondiale
  - Alan Hollinghurst, The Stranger's Child, situé en Europe pendant la Première Guerre mondiale
  - Andrew Miller, Pure, situé à Paris en 1786
  - Barry Unsworth, The Quality of Mercy, situé à Londres en 1767 et dans un village minier côtier du comté de Durham

### 2013
Les présélectionnés ont été annoncés le 18 avril 2013 et le lauréat le 14 juin 2013.
- Tan Twan Eng, The Garden of Evening Mists, situé dans les années 1940 et 1950 en Malaisie
  - Pat Barker, Toby's Room, dont l'action se situe pendant la Première Guerre mondiale
  - Thomas Keneally, The Daughters of Mars, dont l'action se situe pendant la Première Guerre mondiale
  - Hilary Mantel, Bring Up the Bodies, situé dans l'Angleterre des Tudor
  - Anthony Quinn, The Streets, situé dans les années 1880 à Londres
  - Rose Tremain, Merivel: A Man of His Time, situé dans les années 1680 en Angleterre

### 2014
Les présélectionnés ont été annoncés le 4 avril 2014, et le lauréat au Borders Book Festival à Melrose, Écosse, le 13 juin.
- Robert Harris, D. (An Officer and a Spy), concerne l'affaire Dreyfus, qui a eu lieu en France à la fin des années 1890
  - Kate Atkinson, Life After Life, se passe au cours du XXe siècle
  - Eleanor Catton, The Luminaries, se déroule pendant la ruée vers l'or en Nouvelle-Zélande au XIXe siècle
  - Jim Crace, Harvest, situé dans un village anglais retiré, à la suite du mouvement des enclosures (Enclosure Act) au XVIIIe siècle
  - Andrew Greig, Fair Helen, situé dans les années 1590 à la frontière entre l'Écosse et l'Angleterre
  - Ann Weisgarber, The Promise, a lieu pendant l'ouragan de Galveston

### 2015
Les présélectionnés ont été annoncés le 24 mars 2015, et le lauréat au Borders Book Festival à Melrose, Écosse, le 13 juin.
- John Spurling, The Ten Thousand Things, situé en Chine au XIVe siècle
  - Martin Amis, The Zone of Interest, en Europe pendant la Seconde Guerre mondiale
  - Helen Dunmore, The Lie, en Angleterre pendant la Première Guerre mondiale
  - Hermione Eyre, Viper Wine, en Angleterre au XVIIe siècle
  - Adam Foulds, In the Wolf's Mouth, en Italie pendant la Seconde Guerre mondiale
  - Damon Galgut, Arctic Summer, en Inde au début du XXe siècle
  - Kamila Shamsie, A God in Every Stone, en Inde pendant la Première Guerre mondiale

### 2016
Les présélectionnés ont été annoncés le 23 mars 2016 et le lauréat le 18 juin 2016 au Brewin Dolphin Borders Book Festival.
- Simon Mawer, Tightrope
  - William Boyd, Sweet Caress
  - Patrick Gale, A Place Called Winter
  - Gavin McCrea, Mrs Engels
  - Allan Massie, End Games in Bordeaux
  - Lucy Treloar, Salt Creek

### 2017
Les présélectionnés ont été annoncés le 28 mars 2017 et le lauréat le 17 juin 2017 au Brewin Dolphin Borders Book Festival.
- Sebastian Barry, Days Without End
  - Jo Baker, A Country Road, A Tree
  - Charlotte Hobson, The Vanishing Futurist
  - Hannah Kent, The Good People
  - Francis Spufford, Golden Hill
  - Graham Swift, Mothering Sunday
  - Rose Tremain, The Gustav Sonata

### 2018
- Ben Myers, The Gallows Pole
  - Paul Lynch, Grace
  - Jennifer Egan, Manhattan Beach
  - Rachel Malik, Miss Boston and Miss Hargreaves
  - Jane Harris, Sugar Money
  - Patrick McGrath, The Wardrobe Mistress

### 2019
- Robin Robertson, The Long Take
  - Peter Carey, A Long Way from Home
  - Cressida Connolly, After the Party
  - Andrew Miller, Now We Shall Be Entirely Free
  - Samantha Harvey, The Western Wind
  - Michael Ondaatje, Warlight

### 2020
- Christine Dwyer Hickey, The Narrow Land
  - Marguerite Poland, A Sin of Omission
  - Joseph O'Connor, Shadowplay
  - Isabella Hammad, The Parisian
  - Tim Pears, The Redeemed
  - James Meek, To Calais, in Ordinary Time

### 2021
- Hilary Mantel, The Mirror and the Light
  - Kate Grenville, A Room Made of Leaves
  - Maggie O'Farrell, Hamnet
  - Pip Williams,  The Dictionary of Lost Words
  - Steven Conte, The Tolstoy Estate

### 2022
- James Robertson, News of the Dead
  - Andrew Greig, Rose Nicholson
  - Amanda Smyth, Fortune
  - Colm Tóibín, The Magician

### 2023
- Lucy Caldwell, These Days
  - Adrian Duncan, The Geometer Lobochevsky
  - Robert Harris, Act of Oblivion
  - Elizabeth Lowry, The Chosen
  - Fiona McFarlane, The Sun Walks Down
  - Simon Mawer, Ancestry
  - Devika Ponnambalam, I Am not Your Eve

## Source
- (en) Cet article est partiellement ou en totalité issu de l’article de Wikipédia en anglais intitulé « Walter Scott Prize » (voir la liste des auteurs).